# Château du Raguin
Pour les articles homonymes, voir Raguin.
Le château du Raguin est un château situé à Chazé-sur-Argos, en France.

## Localisation
Le château est situé dans le département français de Maine-et-Loire, sur la commune de Chazé-sur-Argos.

## Historique
- L'édifice est inscrit au titre des monuments historiques en 1992 et classé en 1994[1].

## Cinéma
- La demeure a servi de décor pour le tournage du film La Passion de Dodin Bouffant de Trần Anh Hùng avec Juliette Binoche et Benoit Magimel, sorti en 2023[2].